# 印度瓦韦属
印度瓦韦属（学名：Ellipinema）是水龙骨科下的一个属，2020年从瓦韦属(Lepisorus (J. Sm.) Ching) 独立出印度瓦韦属。

## 下属物种
本属包括以下物种：
- 印度瓦韦 Ellipinema jakonense (Blanf.) Li Bing Zhang & Liang Zhang, 2020